# 社會規範
社會規範（social norm）是由社會學家指出「人們共同認可及遵守的行為標準」的一個普遍現象。這些標準包含了某種道德意味，是被一般人認為是「對的」，是以「應當」並加以遵守的標準，不論它們是否有用或有效。打破社會規範的成員往往會受到不成文的懲罰，例如被污名（stigmatized），藉以讓對象在群體中受到孤立。由於社會規範是社會成員所共享的同意，可以是明文或不明文的規條，但部分社會規範慢慢會被訂為法律（如保持清潔環境）。而社會規範的存在之主要原因大多數都是為了要維持社會秩序而產生。
社會規範可以被基本的分為四種類型，分別是風俗習慣、倫理道德、宗教信仰以及法律。

## 風俗習慣
風俗習慣即指人們的行為和舉止，而且是長期累積的生活經驗自然而然而形成的慣例。它是人類的生活中最早發展出來的一個社會規範的形式。但是這種社會規範也是最容易隨著時代而變遷或與其它文化接觸後會有所更動的形式。
例如：華人過年圍爐、清明節掃墓、冬至吃饺子；毛利人以互相碰鼻打招呼、吐舌頭表示恐嚇；日本人會在特別情況下穿著和服等。

## 倫理道德
「倫理」就是指人們待人接物時應該要遵守的規範。例如華人所說的「五倫」以及現代社會所強調的「第六倫」等等。
- 註：「五倫」即「君臣有義、父子有親、夫婦有別、長幼有序、朋友有信」。

到了現代，第六倫產生，「道德」則是指人內在的良知判斷，評量是非善惡之標準。例如如何評價誠實與欺騙、正義與邪惡等，指人與人之間合宜的相處方式。在大多數社會中，違反此種社會規範形式也不會遭受到國家的強制約束或懲處，但仍然會受到一定程度的懲罰，包括自我良心譴責以及社會輿論壓力等。

## 宗教信仰
宗教信仰不僅在信徒中扮演心靈慰藉的角色外，同時還可以利用超自然的力量來約束信徒的日常生活，獎善懲惡，因此也能夠穩定社會秩序，有宗教信仰的人不一定會參加宗教組織。
各個宗教的教義不同，依照各種宗教的教義，會有不同的經典和戒律來約束信徒的行為，大多數都是強調人心的淨化以及勸人為善等。例如：基督教的十誡、八福以及佛教的輪迴等。

## 法律
法律是一系列的規則，通常需要經由一套制度來落實。法律會以各種方式影響著每個人的日常生活與整個社會。這種社會規範的形式較上面三個不同的是，違反法律會受到國家強制力的制裁以及懲處。
在專制的國家中，法律的存在往往是統治者為了方便統治人民而制定的；在民主的國家中，法律則是為了保障人民的權益以及使政府的施政有明確的依據而制定的，法律也會隨著社會的發展與時俱進。另外，在民主的國家，法律的制定往往需要經過立法機關有一定的程序才可執行，並且會賦予國家強制力。